# Marginal Man
I Marginal Man sono stati una band hardcore punk di Washington, formatasi nel 1983. Alcuni musicisti avevano già fatto parte dei Artificial Peace, una band che aveva partecipato alla compilation Flex Your Head della Dischord Records, considerata una dei principali manifesti della scena punk degli anni ottanta.
I Marginal Man suonarono insieme per circa 5 anni, fino al loro ultimo concerto al 9:30 Club datato 1988; il chitarrista Kenny Inouye era il figlio del senatore Daniel Inouye, sostenitore della band mentre occupava la carica di senatore a Washington.
Nella loro carriera hanno pubblicato un EP, un LP e hanno contribuito in diverse compilation hardcore punk.

## Formazione
- Steve Polcari - voce, chitarra
- Pete Murray - chitarra
- Kenny Inouye - chitarra
- Andre Lee - basso
- Mike Manos - batteria

## Discografia

### EP & LP
- Identity (EP)
- Double image (LP)

### Compilation
- State of the Union
- 20 Years of Dischord